# Sampford Peverell
Pour les articles homonymes, voir Sampford.
Sampford Peverell est un village et une paroisse civile du Devon, situé dans le sud-ouest de l'Angleterre. 